# 長沢信寿
長沢信寿（ながさわ　のぶひさ、1897年2月24日 - 1972年11月12日）は、日本の哲学者・宗教学者、九州大学名誉教授。

## 来歴
新潟県出身。京都帝国大学哲学科卒。龍谷大学教授、京都帝大講師、九州大学教授。1961年「アウグスティーヌス哲学の研究」で日本学士院賞受賞。同年定年退官、名誉教授。関西学院大学教授。

## 著書
- 『プラトン』弘文堂書房 1936 （西哲叢書）
- 『アウグスティーヌス哲学の研究』創文社 1960

## 翻訳
- 聖アンセルムス『プロスロギオン』岩波文庫 1942
- キケロー『ラエリウス・大カトー』斉藤為三郎共訳 生活社 1943
- プラトーン『パルメニデース』弘文堂書房 1944
- 聖アンセルムス『モノロギオン』岩波文庫 1946
- アンセルムス『クール・デウス・ホモ 神は何故に人間となりたまひしか』岩波文庫 1948
- 『国家 プラトーン著作集』全2巻、弘文堂 1949-52
- キケロー『ラエリウス 一名友情について』世界大思想全集 河出書房 1959
- プラトーン『国家』全3巻 東海大学出版会 1970-74（東海大学古典叢書）

## 参考
- デジタル版日本人名大辞典